# Joe Piscopo

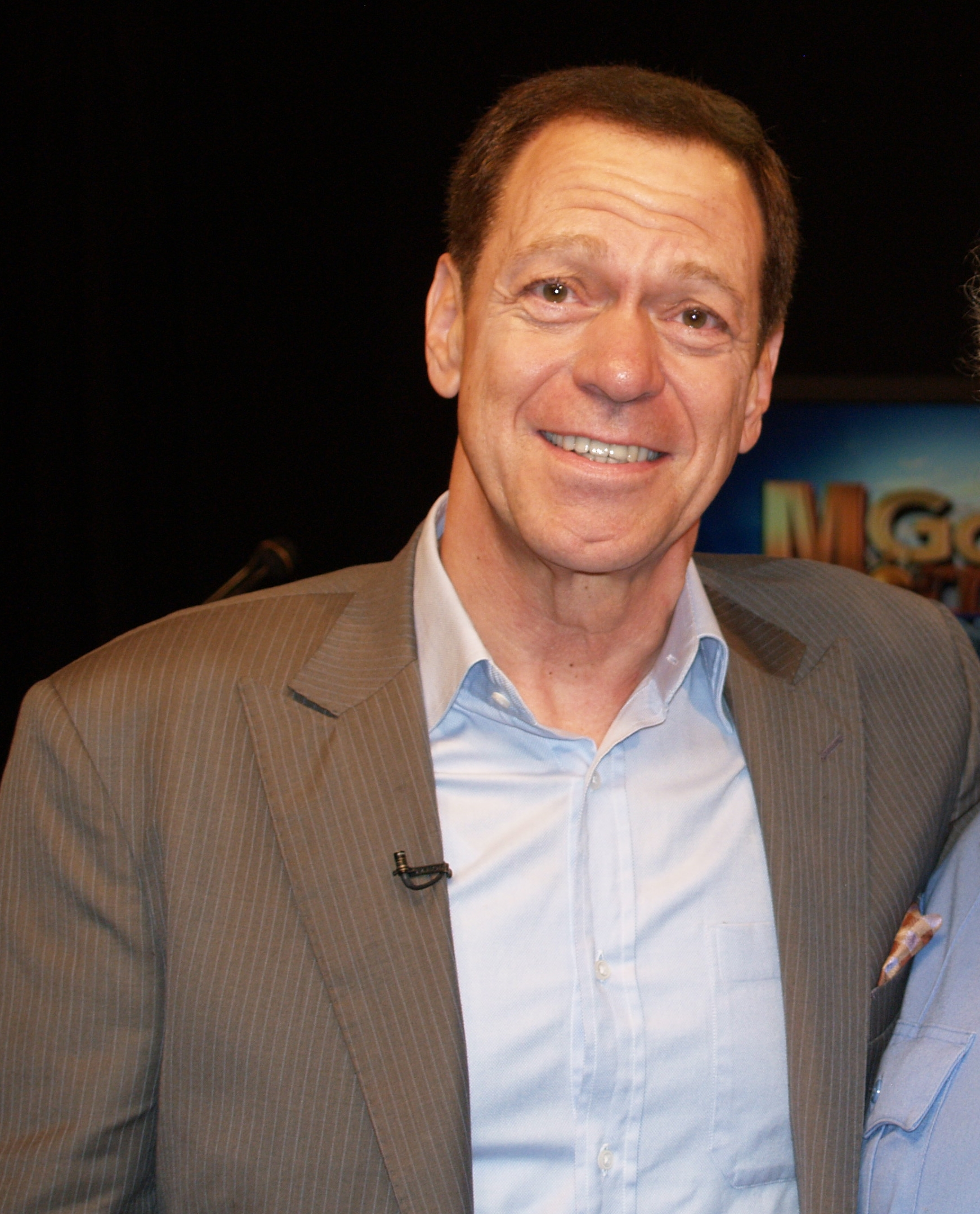
Joe Piscopo (2009)

Joseph Charles John Piscopo (* 17. Juni 1951 in Passaic, New Jersey) ist ein US-amerikanischer Komiker, Schauspieler und Hörfunkmoderator.

## Karriere
Im Sommer 1980 wurde Piscopo zeitgleich mit Eddie Murphy Mitglied des Ensembles der Comedy-Show Saturday Night Live. Hier machte er sich vor allem mit seinen Parodien berühmter Persönlichkeiten, vor allem Frank Sinatra, einen Namen. 1984 verließ er die Show und startete eine Karriere als Schauspieler. So war er 1984 in Johnny G. – Gangster wider Willen zu sehen, 1986 in Wise Guys – Zwei Superpflaumen in der Unterwelt, 1988 als Doug Bigelow in Dead Heat und 1992 in Sidekicks.
Seit Januar 2014 moderiert Piscopo die Morning-Show Piscopo in the Morning eines New Yorker Radiosenders. Im Präsidentschaftswahlkampf 2016 unterstützte er Donald Trump und kandidierte 2017 als unabhängiger Kandidat für das Amt des Gouverneurs von New Jersey, zog aber seine Kandidatur zurück.

## Filmografie (Auswahl)
- 1976: King Kong
- 1980–1984: Saturday Night Live
- 1984: Johnny G. – Gangster wider Willen (Johnny Dangerously)
- 1986: Wise Guys – Zwei Superpflaumen in der Unterwelt (Wise Guys)
- 1988: Dead Heat
- 1988: Raumschiff Enterprise – Das nächste Jahrhundert (Star Trek: The Next Generation, Folge 2x04 Der unmögliche Captain Okona)
- 1992: Sidekicks
- 1994: Huck and the King of Hearts
- 1995: Two Bits & Pepper
- 1995: The Bomber Boys (Captain Nuke and the Bomber Boys)
- 1999: Law & Order (Fernsehserie, eine Folge)
- 2001: Bartleby
- 2013: How sweet it is
- 2018: Law & Order: Special Victims Unit (Fernsehserie, eine Folge)